# 경주 남산 지암곡 제3사지 삼층석탑
경주 남산 지암곡 제3사지 삼층석탑(慶州 南山 地巖谷 第3寺址 三層石塔)은 대한민국 경상북도 경주시 남산동에 있는 삼층석탑이다. 2012년 10월 22일 경상북도의 유형문화재 제449호로 지정되었다.

## 개요
지암곡 제3사지는 경주 남산의 동록(東麓)에 위치한다. 사자봉에서 동남쪽으로 뻗어 내린 능선의 해발 310m 지점의 평탄한 지역으로, 큰지바위 주변의 건물지와 동북편의 작은 계곡을 사이에 두고 마주보고 있는 형국이다. 초층의 탑신받침을 제외한 나머지 탑재는 경사면이나 계곡에 흩어져 절반 이상 매몰된 상태였던 것을 2000년 발굴조사한 뒤, 2003년 1월 지금의 상태로 복원하였다.
이 석탑은 남산 비파곡 삼층석탑과 유사한 성격의 작품이지만, 제작연대는 다소 늦은 것으로 추정된다. 자연 암반을 기단으로 활용한 형태의 석탑 가운데는 비교적 대작(大作)에 속하며, 무엇보다 탑신부 부재가 모두 원래의 것이라는 점에서 보존할 가치가 있다.

## 같이 보기
- 경주 남산 용장계 지곡 제3사지 삼층석탑

## 참고 자료
- 경주남산 지암곡 제3사지 삼층석탑 - 국가유산청 국가유산포털